# Pittefaux
Pittefaux (niederländisch: „Pitesveld“) ist eine französische Gemeinde mit 115 Einwohnern (Stand: 1. Januar 2022) im Département Pas-de-Calais in der Region Hauts-de-France. Sie gehört zum Arrondissement Boulogne-sur-Mer und zum Kanton Boulogne-sur-Mer-1 (bis 2015: Kanton Boulogne-sur-Mer-Nord-Est).

## Geographie
Pittefaux liegt etwa vier Kilometer nordöstlich von Boulogne-sur-Mer. Die Gemeinde gehört zum Regionalen Naturpark Caps et Marais d’Opale.
Umgeben wird Pittefaux von den Nachbargemeinden Maninghen-Henne im Norden und Westen, Wierre-Effroy im Osten und Nordosten, Pernes-lès-Boulogne im Süden und Südosten sowie Wimille im Westen und Südwesten.

## Bevölkerungsentwicklung
| Jahr                      | 1962 | 1968 | 1975 | 1982 | 1990 | 1999 | 2006 | 2013 |
| Einwohner                 | 57   | 73   | 63   | 77   | 115  | 125  | 124  | 118  |
| Quelle: Cassini und INSEE |      |      |      |      |      |      |      |      |

## Sehenswürdigkeiten

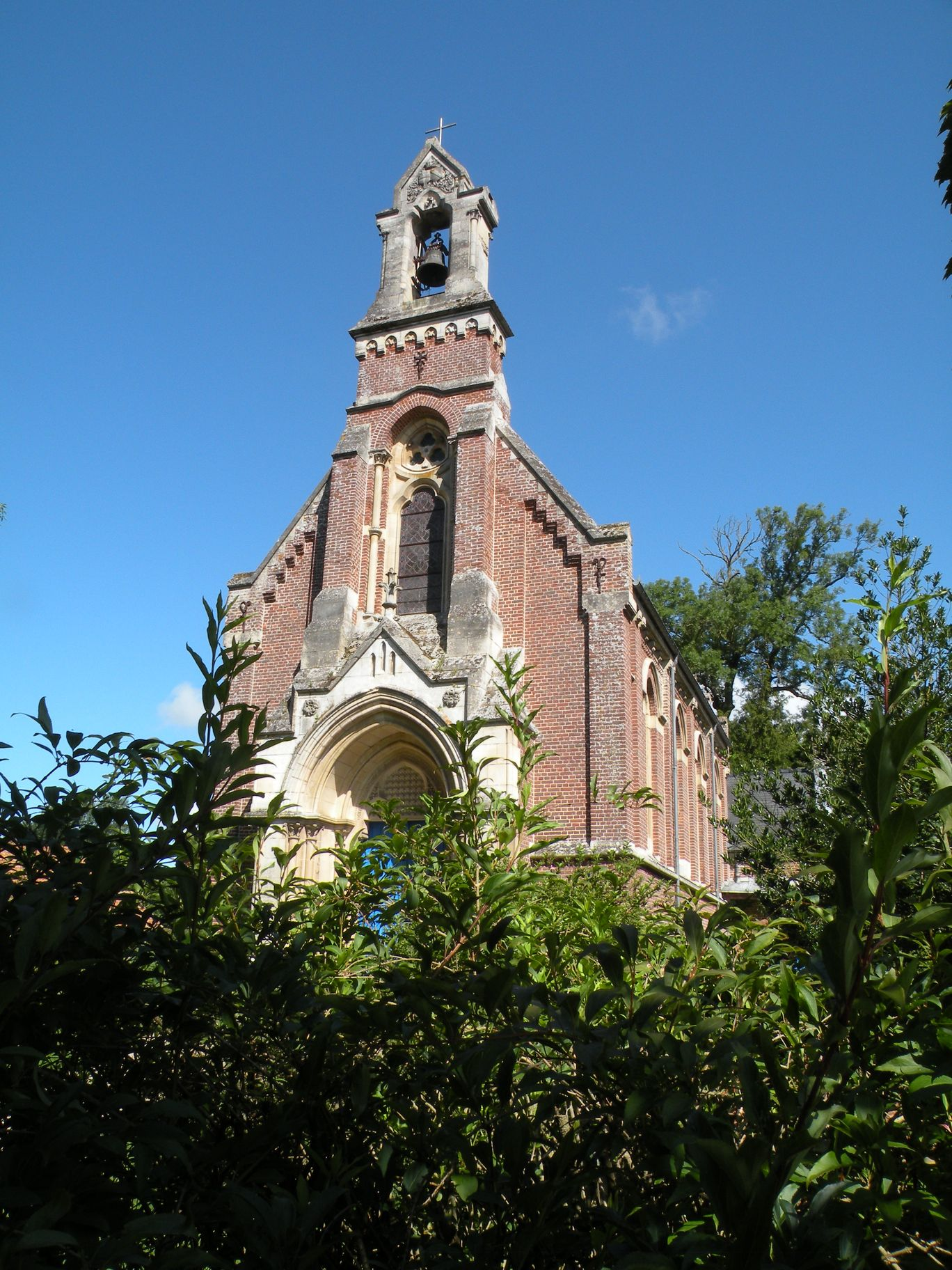
Kirche Saint-Louis

- Kirche Saint-Louis aus dem 19. Jahrhundert
- Schloss Souverain-Moulin aus dem 17. Jahrhundert
- Burgruine aus dem 14. Jahrhundert
- zwei Herrenhäuser aus dem 17. Jahrhundert